# David Foster
David Walter Foster (Victoria, 1 de noviembre de 1949) es un músico, productor musical, compositor y arreglista canadiense.

## Biografía
Foster nació en Victoria, Columbia Británica, hijo de Maurice (Maury) Foster, un superintendente de mantenimiento, y de Eleanor May (Vantreight) Foster, una ama de casa. En 1963, a los 13 años, comenzó a asistir a un programa de música en la Universidad de Washington. En 1965 audicionó para ser el líder de una banda en el bar nocturno Edmonton nightclub, cuyo propietario era el reconocido músico de jazz, Tommy Banks. Tommy fue mentor de David en la música jazz, produjeron canciones juntos, e hicieron negocios. Tras un año ahí, decidió mudarse a Toronto para tocar con Ronnie Hawkins. En 1966, se unió a un grupo musical base para Chuck Berry. En 1974, se mudó a Los Ángeles con su banda Skylark.
Tiene una hermana, la productora Jaymes Foster, la cual tiene un hijo en común con Clay Aiken, Parker Foster Aiken. También es primo del expiloto profesional Billy Foster.

## Carrera artística

### Música
David Foster comenzó en la música como parte del grupo Skylark cuya canción "Wildflower" fue un éxito en 1973. Ha trabajado con cantantes de la talla de John Lennon, Chicago, Jennifer Lopez, Clay Aiken, Josh Groban, Céline Dion, Barbra Streisand, Diana Krall, Kenny Rogers, The Corrs, George Harrison, Luis Miguel, Earth, Wind & Fire, The Bee Gees, Chaka Khan, Whitney Houston, Myriam Hernández,  Michael Jackson, Toni Braxton, Mariah Carey, Destiny's Child, Richard Marx, Filippa Giordano, Laura Pausini, Ricardo Montaner, Vanessa Williams, Anne Murray, Renee Olstead, Olivia Newton-John, Andrea Bocelli, Dolly Parton, Julio Iglesias, Madonna, All-4-One, Al Jarreau, Yes, Peter Cetera, Brandy, Monica, Charice entre otros.
Compuso la banda sonora de la película St. Elmo's Fire, que produjo dos éxitos entre ellos el tema instrumental de amor y la número 1 en listas "St. Elmo's Fire (Man in Motion)" interpretada por John Parr.
En 1992 fueron nominados al premio Grammy y a un Oscar por la composición de la canción "I Have Nothing" cantada por Whitney Houston en la película El guardaespaldas. Foster y Kenneth "Babyface" Edmonds compusieron "The Power of the Dream", canción oficial de los Juegos Olímpicos de 1996, cantada por Celine Dion. También compuso la canción "Winter Games" para los Juegos Olímpicos de Invierno de 1988 en Calgary. En 2003 Foster y su esposa ganaron un Emmy por "The Concert for World Children's Day." 
Ha ganado un total de 14 premios Grammy (tres como Productor del año) y ha sido nominado cuarenta y dos veces. Ha sido nominado tres veces al Oscar y ha ganado un Globo de Oro.
Desde 2012 hasta 2016 fue el presidente de la compañía discográfica Verve.

### Televisión
La vida del hogar de David Foster fue presentada por la cadena FOX en el reality The Princes of Malibu, donde intenta enderezar las vidas de sus dos hijastros. El programa tuvo un pobre recibimiento y fue considerado como un intento de conseguir que sus hijastros, hijos de Thompson y Bruce Jenner, se hicieran famosos, pero años después su programa fracasó.

## Vida personal

### Matrimonios e hijos
Foster ha estado casado cinco veces y tiene un total de cinco hijas y siete nietos. A su primera hija, Allison Jones Foster (nacida en 1970), la tuvo a los 20 años. La puso en adopción y no reconectó con ella hasta que esta cumplió 30 años. Su primer matrimonio fue con la cantante y escritora Bonnie Jean (B.J.) Cook. Cook y Foster tienen una hija juntos, Amy Skylark Foster (nacida en 1973), una compositora y autora.
Se casó por segunda vez con Rebecca Dyer el 27 de octubre de 1982 y se divorciaron en 1986. Tuvieron tres hijas: Sara (nacida en 1981), Erin (nacida en 1982), y Jordan. Foster es el suegro del jugador de tenis profesional Tommy Haas, quien está casado con Sara.
Su tercera mujer fue la actriz Linda Thompson, con la que se casó en 1991 y se divorció en 2005. Los dos se convirtieron en un dúo de compositores, colaborando en canciones como "I Have Nothing", interpretada por Whitney Houston en The Bodyguard (1992), y "Grown-Up Christmas List". Durante este matrimonio, Foster fue el padrastro de Brody y Brandon Jenner (hijos de Linda con Caitlyn Jenner), los cuales crecieron en su casa de Malibú. Ambos Jenner participaron en el reality show producido por Foster, The Princes of Malibu.
Foster se casó por cuarta vez con la modelo neerlandesa Yolanda Hadid en Beverly Hills, California el 11 de noviembre de 2011. Durante este matrimonio, David fue padrastro de los hijos que Yolanda tuvo con el empresario Mohamed Hadid: Gigi (nacida en 1995), Bella (nacida en 1996) y Anwar (nacido en 1999). El 1 de diciembre de 2015, Foster anunció que tras cuatro años de matrimonio y nueve años juntos en total, él y Yolanda tomaron la decisión de divorciarse. El divorcio fue finalizado en mayo de 2017.
En junio de 2018, Foster se comprometió con Katharine McPhee. El 28 de junio de 2019, Foster y McPhee se casaron en una iglesia de Londres. El 8 de octubre de 2020, se hizo público que Foster y McPhee estaban esperando su primer hijo juntos y el sexto de Foster. A finales de febrero de 2021 se anunció el nacimiento de su sexto hijo, un varón.

### Labor humanitaria
Foster creó la David Foster Foundation, que ayuda a niños que necesitan trasplantes de órganos.  Foster también apoya a Israel, habiendo reunido dinero para el ejército en recaudaciones de fondos.
Por su labor sosteniendo la investigación del cáncer, leucemia y sida infantil, en 1997 David Foster fue homenajeado con el premio "United States Children's Choice Award" de la "Neil Bogart Memorial Fund". Foster y su esposa están involucrados en causas humanitarias e incluso compusieron la canción "Voices that Care" la cual donaron a la Cruz Roja norteamericana. En 1996 estableció en Canadá la Fundación David Foster dando su tiempo y talento para ayudar a las familias con niños que requieren trasplantes de órganos.
En reconocimiento a ese labor fue nombrado Oficial de la Orden de Canadá, el segundo máximo honor para un civil en dicho país, asimismo recibió un doctorado honorífico de la Universidad de Victoria. Tiene una estrella en el Paseo de la Fama de Canadá y tiene la orden de la Columbia Británica.
En el 2008 David Foster efectuó un concierto llamado "HITMAN, DAVID FOSTER AND FRIENDS" en Las Vegas, Nevada; invitando a artistas de la talla de Kenny G, Andrea Bocelli, Katharine McPhee, Peter Cetera, Celine Dion, Brian Mcnight entre otros, y parte de los fondos recaudados en este concierto se destinaron a apoyar varias causas humanitarias, sobre todo con la niñez africana.
En los Premios Juno 2019, David Foster fue condecorado por su trabajo filantrópico debido a sus servicios a la caridad y por ayudar a familias canadienses en necesidad de trasplantes de órganos.

## Discografía
- Skylark (self-titled) (1972)
- Skylark - 2 (1974)
- Attitudes (self-titled) (1976)
- Attitudes - Good News (1977)
- Airplay (self-titled) (1980)
- David Foster - The Best of Me (1983)
- David Foster (self-titled) (1986)
- David Foster - The Symphony Sessions (1988)
- David Foster - Time Passing (1989)
- David Foster - River of Love (1990)
- David Foster - Rechordings (1991)
- David Foster - A Touch Of David Foster (1992)
- David Foster - The Christmas Album (1993)
- David Foster - Love Lights The World (1994)
- David Foster - A Touch of China (1996)
- David Foster - The Best Of Me: A Collection of David Foster’s Greatest Works (2000)
- David Foster - Love Stories (2002)
- David Foster - The Best Of Me - Original Recording Remastered (2004)
- David Foster - Hitman: David Foster and Friends (2008)
- The Magic of David Foster & Friends (2010)
- David Foster - Hitman Returns: David Foster and Friends (2011)
- David Foster -   "Eleven Words" (2020)

### Sencillos
- 1985 - "Love Theme From St. Elmo's Fire (For Just a Moment)" (US #15)
- 1986 - "The Best of Me" (dúo con Olivia Newton-John)
- 1988 - "Winter Games (Can't You Feel It)" - Tema oficial de los Juegos Olímpicos de Calgary 1988
- 2001 - "O Canada" - con Lara Fabian
- 2003 - "Teko’s Theme" - con Nita Whitaker
- 2015 - "Let's Groove" - con Anggun, Melanie C, Vanness Wu (para Asia's Got Talent)

## Premios y nominaciones
Premios Óscar
| Año  | Categoría              | Canción          | Película          | Resultado |
| ---- | ---------------------- | ---------------- | ----------------- | --------- |
| 1987 | Mejor canción original | «Glory of Love»  | Karate Kid II     | Nominado  |
| 1993 | Mejor canción original | «I Have Nothing» | El guardaespaldas | Nominado  |
| 1999 | Mejor canción original | «The Prayer»     | Quest for Camelot | Nominada  |